# B. K. S. Iyengar
Bellur Krishnamachar Sundararaja Iyengar (en kanarès: ಬೆಳ್ಳೂರ್ ಕೃಷ್ಣಮಾಚಾರ್ ಸುಂದರರಾಜ ಐಯಂಗಾರ್), també conegut com a Yogacharya B. K. S. Iyengar (Bellur, Kolar, 14 de desembre de 1918 - Pune, 20 d'agost de 2014), va ser el fundador del ioga Iyengar. És considerat com un dels mestres de ioga més importants del món, ja que va practicar-ne durant més de 75 anys. Va escriure molts llibres sobre la pràctica i filosofia del ioga, entre els quals destaquen Llum sobre el ioga, Llum sobre el Pranayama i Llum sobre els Yoga Sutras de Patañjali. Hi ha centres de ioga Iyengar per tot el món i aquesta disciplina té milions de practicants.

## Biografia

### Primers anys
B. K. S. Iyengar va néixer en una família pobra de Hebbar Iyengar i va tenir una infància difícil. El seu poble natal, Bellur, Karnataka, Índia, es trobava sota l'amenaça de l'epidèmia de grip quan va néixer, malaltia que el va deixar malalt i feble. El seu pare va morir quan ell tenia 9 anys i el jove Iyengar va continuar patint nombroses malalties durant els anys següents, inclosa la malària, la tuberculosi, la febre tifoide i la malnutrició en general.
Amb 15 anys Iyengar va marxar a viure amb el seu cunyat, el conegut iogui Sri Tirumalai Krishnamacharya de Mysore. Allí va començar a aprendre la pràctica de les asana, cosa que va ajudar a millorar-li enormement la salut, i ben aviat es va sobreposar a les debilitats que havia patit d'infant.
Animat per Krishnamacharya, el 1937 Iyengar es va mudar a Pune per practicar ioga. Allà va desenvolupar la seva pràctica i va dedicar moltes hores al dia a aprendre i experimentar amb diverses tècniques. A mesura que els seus mètodes milloraven, el nombre d'estudiants de les seves classes va créixer i la seva fama es va estendre. A Pune, els seus germans li van presentar Ramamani, amb qui es va casar el 1943.

### Reconeixement internacional
El 1952, Iyengar va fer amistat amb el famós violinista Yehudi Menuhin. Menuhin es va encarregar que Iyengar ensenyés a Londres, Suïssa i París, entre altres indrets. Aquesta era la primera vegada que molts occidentals eren testimonis del ioga, i la pràctica es va anar fent molt coneguda. La popularitat del ioga a Occident pot atribuir-se, en gran manera, a Iyengar.
El 1966 es va publicar Llum sobre el ioga, llibre que a poc a poc va esdevenir un supervendes i es va traduir a 17 idiomes. A vegades anomenat "la Bíblia del ioga", va aconseguir donar a conèixer aquesta disciplina a tot el món. Aviat van seguir títols sobre pranayama i diversos aspectes de la filosofia del ioga.
El 1975, Iyengar va obrir el Ramamani Iyengar Memorial Yoga Institute a Pune, en memòria de la seva esposa morta. Oficialment, Iyengar es va retirar de l'ensenyament el 1984, però va continuar actiu en el món del Ioga Iyengar, impartint classes especials i escrivint llibres. La seva filla Geeta i el seu fill Prashant s'han guanyat el reconeixement internacional com a professors.
Iyengar va ser considerat una de les 100 persones més influents del món per la revista Time.

## Publicacions
- Iyengar, B. K. S.. La Luz del Yoga (versió abreujada de Luz sobre el Yoga) (en castellà). Primera.  Barcelona: Kairós, 1994. ISBN 9788472453098.
- Iyengar, B. K. S.. Luz sobre el Yoga (en castellà). Primera.  Barcelona: Kairós, 2005. ISBN 9788472455955.
- Iyengar, B. K. S.. Luz sobre el Pranayama (en castellà). Primera.  Barcelona: Kairós, 1997. ISBN 9788472453685.
- Iyengar, B. K. S.. El árbol del Yoga (en castellà). Primera.  Barcelona: Kairós, 2000. ISBN 9788472454132.
- Iyengar, B. K. S.. Luz sobre los Yoga Sutras de Patañjali (en castellà). Primera.  Madrid: Kairós, 2003. ISBN 9788472455252.
- Iyengar, B. K. S.. Luz sobre la vida (en castellà). Primera.  Madrid: Kairós, 2007. ISBN 9788472456532.
- Iyengar, B. K. S.. La Esencia del Yoga - Astadala Yogamala - Vol. I (en castellà). Primera.  Barcelona: Kairós, 2007. ISBN 9788472456327.
- Iyengar, B. K. S.. La Esencia del Yoga - Astadala Yogamala - Vol. II (en castellà). Primera.  Barcelona: Kairós, 2008. ISBN 9788472456631.
- Iyengar, B. K. S.. La Esencia del Yoga - Astadala Yogamala - Vol. III (en castellà). Primera.  Barcelona: Kairós, 2009. ISBN 9788472456983.
- Iyengar, B. K. S.. La Esencia del Yoga - Astadala Yogamala - Vol. IV (en castellà). Primera.  Barcelona: Kairós, 2010. ISBN 9788472457362.
- Iyengar, B. K. S.. Yoga Iyengar. Manual de iniciación (en castellà). Primera.  Madrid: Tutor, 2007. ISBN 9788479026233.